# I Survived A Japanese Game Show
I Survived a Japanese Game Show är en TV-serie från USA, inspelad i Japan enligt formatet ”Big in Japan”. Serien har visats i Sverige på TV6.